# Steffl (Kaufhaus)

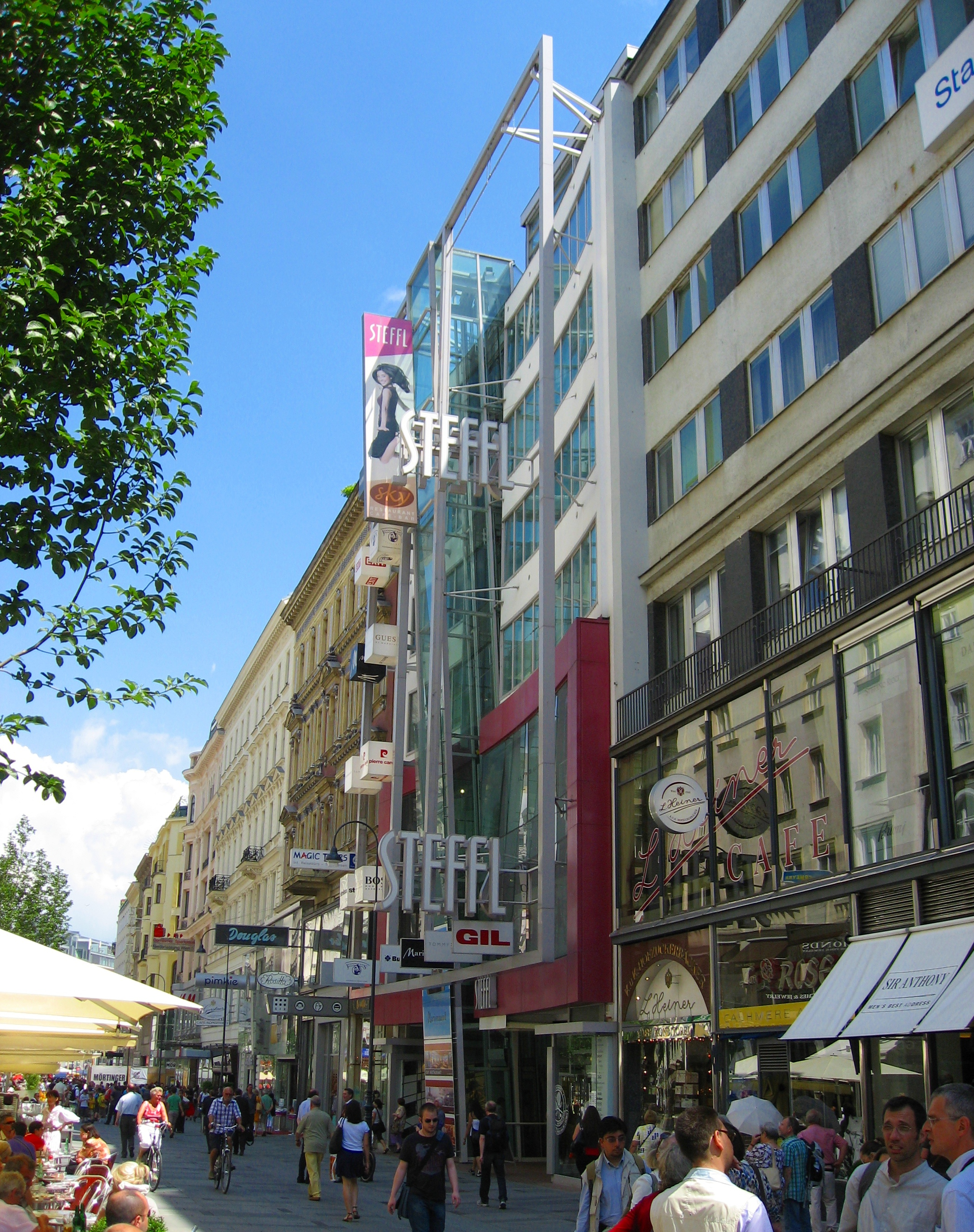
Kaufhaus Steffl in Wien

Der Steffl Department Store Vienna (Kurzform: Steffl) ist ein Kaufhaus an der Kärntner Straße 19 im 1. Wiener Gemeindebezirk Innere Stadt. Es ist nach dem nahe gelegenen Stephansdom, dem Wahrzeichen Wiens, benannt.

## Geschichte
Auf dem Grundstück stand zuvor das Warenhaus M. Neumann, 1895/1896 nach dem Entwurf von Otto Wagner erbaut. Es geriet am 11./12. April 1945 im Zuge der Schlacht um Wien in Brand und wurde 1949 wegen dieser Kriegsbeschädigungen abgetragen.
1949–50 errichtete Carl Appel für die Firma Neumann einen neungeschoßigen Neubau (Etagen −1 bis +7), der seit 1961 als Kaufhaus Steffl bezeichnet wird. Damals bestand in der Kärntner Straße noch Autoverkehr.
Am 1. Mai 1979 wurde in der Damenkonfektionsabteilung im zweiten Stock ein Brand bemerkt, bei dem 900 m² Verkaufsfläche in Flammen aufgingen. Bei den Aufräumungsarbeiten wurde neuerlich Brandgeruch festgestellt; die Polizei entdeckte einen Brandsatz mit Zeitzündung. Tags darauf wurden in einem benachbarten Kaufhaus zwei weitere Brandsätze entdeckt. Eine Organisation „Erster Mai“ bezeichnete die Anschläge als Proteste gegen den Kapitalismus.
In den letzten Jahrzehnten haben die Eigentumsverhältnisse des Kaufhauses mehrmals gewechselt. Unter den zeitweiligen Eigentümern befand sich indirekt die Genossenschaft Konsum Österreich, die 1995 in einem Aufsehen erregenden Ausgleich von einem Großunternehmen zu einem Kleinbetrieb schrumpfte.
In den 1990er Jahren erfolgte eine komplette Renovierung. 2007 erwarb der Unternehmer Hans Schmid die Immobilie und die Betriebsgesellschaft. Seither wurde eine schrittweise Umgestaltung und Neupositionierung begonnen und in mehreren Geschoßen bereits abgeschlossen.
Die Gesamtfläche umfasst rund 13.000 m². Pro Tag wird das Kaufhaus von bis zu 30.000 Personen frequentiert. Das Dachgeschoß wird als Gastronomiefläche von der Sky-Bar genutzt. Im Gebäude befindet sich auch das einzige Planet Tax Free-Office (Mehrwertsteuer-Rückerstattung für Kunden aus Nicht-EU-Staaten) in der Wiener Innenstadt.

## Kulturelles
Im Kleinen Kayserhaus, das sich bis zur Mitte des 19. Jahrhunderts auf einem Teil des Grundstücks (in der Rauhensteingasse 8, also auf der Rückseite des heutigen Gebäudes) befand, komponierte Wolfgang Amadeus Mozart in seinem letzten Lebensjahr die Zauberflöte und das Requiem. Eine Gedenktafel erinnert daran, dass Mozart dort am 5. Dezember 1791 starb.